# 岩井俊雄

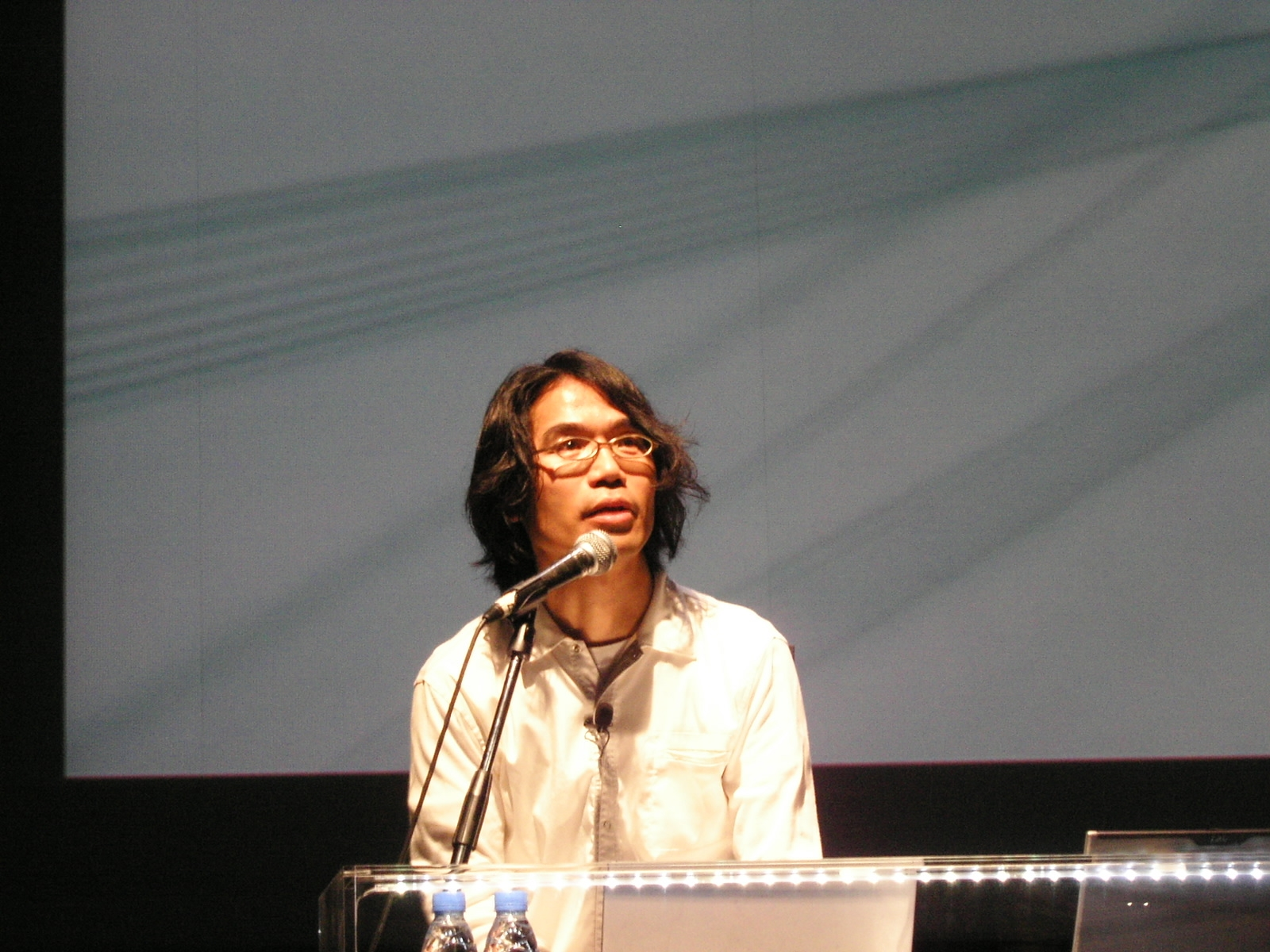
岩井俊雄

岩井 俊雄（いわい としお、1962年 - ）は、日本のメディアアーティスト。愛知県西尾市吉良町生まれ。愛知県立西尾高等学校卒業。筑波大学大学院芸術研究科デザイン専攻総合造形コース修了。東京大学先端科学技術研究センター特任教授（2002年4月～2006年3月）。社会学者の水越伸とは大学時代の同期。

## プロフィール
少年時代、玩具の代わりに工作をしたり、ノートにパラパラマンガや作品アイデアをまとめていた。西尾高校で美術部に入った事で美術・デザインに関心を持つ。大学入学後アニメーション制作を始め、1985年に映像玩具を発展させた作品「時間層II」で第17回現代日本美術展大賞を最年少受賞。卒業後1991年アメリカのエクスプロラトリアム客員芸術家。1994年ドイツのZKM客員芸術家。1996年IAMAS客員芸術家。2002年東京大学先端科学技術研究センター特任教授。
その後CGを駆使した作品制作を中心とし、メディアアートの第一人者として活動。観客が双方向で参加したり、アナログとデジタル、映像と音楽とを組み合わせたインタラクティブな作品は国内外で注目されている。フジテレビ『アインシュタイン』『ウゴウゴルーガ』のCGシステム制作・キャラクターデザインが有名（当時はAmigaなどによって作成）。
AmigaはTV's TV（1987年放送の単発深夜番組）の制作時から使用を開始した。
1997年、坂本龍一とのコラボレーション作品でアルス・エレクトニカフェスティバル・インタラクティブアート部門グランプリ受賞。当時はシリコングラフィックスワークステーション、Amigaなどによって作成。MIDIピアノと接続されておりピアノの打鍵情報を元に描画したり、描画中のデータを元に情報をピアノに送ったり（Tenori-onのようにグリッドに音符を並べてループさせるCGと音楽）する作品を発表した。機材はインタフェイスにAmiga、ステージのハイレゾ描画にはこのとき初めて使い出したSGI Indigo2 Extreme（およびヤマハのMIDIグランドピアノ）が使用された。
一方で、ユニークな発想に基づいた手作り玩具や絵本を制作。本来は自宅でのプライベートな物だったが、2005年「エレクトロプランクトン展」の一画で発表し、翌2006年に「いわいさんちへようこそ!」として書籍化および展覧会開催。2007年に織部賞、2009年に芸術選奨文部科学大臣賞を受賞。
名前が一文字違いで髪型も似ている映画監督・岩井俊二とは別人だが、この2人は、キネ旬ムック「フィルムメーカーズ17：岩井俊二」で対談を行ったことがある。

## 作品
- オトッキー（ファミリーコンピュータ用ソフト、アスキー、1987年）
- サウンドファンタジー（スーパーファミコン用ソフト、任天堂）未発表
- シムチューン（パソコン用ソフト、マクシス（現エレクトロニック・アーツ）、1996年）
- びっくりマウス（PlayStation 2用ソフト・ソニー・コンピュータエンタテインメント）
- テノリオン（ワンダースワン用ソフト・2001年個展限定発売）
- NYANTORA「TAITAN」（ミュージックビデオ、2003年）
- エレクトロプランクトン（ニンテンドーDS用ソフト、任天堂、2005年）
- トトロぴょんぴょん（三鷹の森ジブリ美術館展示）
- 上昇海流（三鷹の森ジブリ美術館展示）
- TENORI-ON（ヤマハ、2007年）
- 東京急行電鉄「どっちがへん?」マナー広告（2007年 - 2009年、2010年に同社「マナー＆安全ブック」に収録）
- いないいないばあっ!（NHK教育）アニメーション演出・原画

## 展覧会
- 映像進化論（1987年）
- 岩井俊雄映像インスタレーション展（1990年）
- 岩井俊雄展～そのメディアアートの軌跡（1997年）[1]
- 岩井俊雄個展 PHOTON～光の音楽 (2001年)
- エレクトロプランクトン展（2005年）
- 岩井俊雄&ロカちゃん展 いわいさんちへようこそ!（2006年）

## 書籍
- 岩井俊雄の仕事と周辺（六耀社、2000年）
- いわいさんちへようこそ!（紀伊國屋書店、2006年）
- いわいさんちのどっちが?絵本（紀伊國屋書店、2006年）
  - どっちがへん?
  - どっちがどっち?
  - どっちがピンチ?
- いわいさんちのリベットくん（紀伊國屋書店、2007年）
- 100かいだてのいえ（偕成社、2008年）
  - ちか100かいだてのいえ（偕成社、2009年）
  - うみの100かいだてのいえ（偕成社、2014年）
  - そらの100かいだてのいえ(偕成社、2017年)
  - もりの100かいだてのいえ(偕成社、2021年)
  - ぬまの100かいだてのいえ(偕成社、2023年)
  - かこの100かいだてのいえ(偕成社、2025年11月15日発売)
- アイデアはどこからやってくる?（河出書房新社、2010年）
- いずのぺんぎんさんちだより（伊豆新聞、2018年～連載中）

## TV出演
- 課外授業　ようこそ先輩「パラパラ漫画がアートになった！」（NHK総合、1998年10月8日）
- わたしが子どもだったころ「メディア・アーティスト　岩井俊雄」（NHKデジタルBS Hi、2008年2月13日）
- ETV特集「目覚めよ身体　感覚の宇宙～メディアアーティスト岩井俊雄の特別授業」（NHK教育、2009年2月15日）